# Iglesia de la Santísima Trinidad (Bolton)
La iglesia de la Santísima Trinidad es una iglesia neogótica inglesa del siglo XIX, una antigua iglesia parroquial, ahora  abandonada, de la Iglesia de Inglaterra erigida en la Trinity Street de la ciudad de Bolton, Gran Mánchester. Es un edificio catalogado de grado II. Fue una iglesia de los Comisionados (Commissioners' church), habiendo recibido una subvención para su construcción de la Comisión de Construcción de Iglesias (Church Building Commission).

## Historia
Fue diseñada por Philip Hardwick y construida entre 1823 y 1825. La Comisión de Edificios de la Iglesia aportó una subvención de 13 924 £ (equivalente a 1 150 000 £ en 2019) para su construcción. Fue declarada abandonada el 1 de julio de 1993.

## Arquitectura

### Exterior
La iglesia está enfrentada con sillares de piedra  y tiene cubiertas de pizarra. Es un edificio neogótico de estilo perpendicular. Tiene una nave de siete tramos, un presbiterio poco profundo con una sacristía al este y una torre en el oeste. 
La torre tiene cuatro pisos con contrafuertes en los ángulos. Tiene una puerta en el oeste, sobre la que hay un par de ventanas escalonadas. El tercer piso tiene esferas de reloj, y en el superior hay aberturas de tres campanas de luz. En la cima hay pináculos con crochets en cada una de las esquinas y en el punto medio de cada lado. 
Los tramos de la nave están separados por contrafuertes. Estos están coronados por pináculos con crochet, que están unidos por un parapeto de crestería. En cada tramo hay una ventana escalonada de tres luces. El presbiterio tiene una ventana lanceta en los lados norte y sur, y una ventana en el este de nueve luces.

### Interior
Dentro de la iglesia hay galerías en tres de los lados, las galerías laterales están soportadas por arcadas de cinco tramos. Tanto la nave como el presbiterio tienen techos abovedados. A cada lado del arco del presbiterio hay pinturas, una de las cuales representa la Natividad y la otra la Ascensión. La mayoría de los accesorios y muebles han sido retirados.
John Nicholson construyó el órgano de tres manos en 1860 para la catedral de Mánchester. Jardine and Company trasladó el órgano a Holy Trinity en 1874 y lo reconstruyó en 1905. Rushworth y Dreaper lo revisaron en 1957 y 1960.